# 競輪場

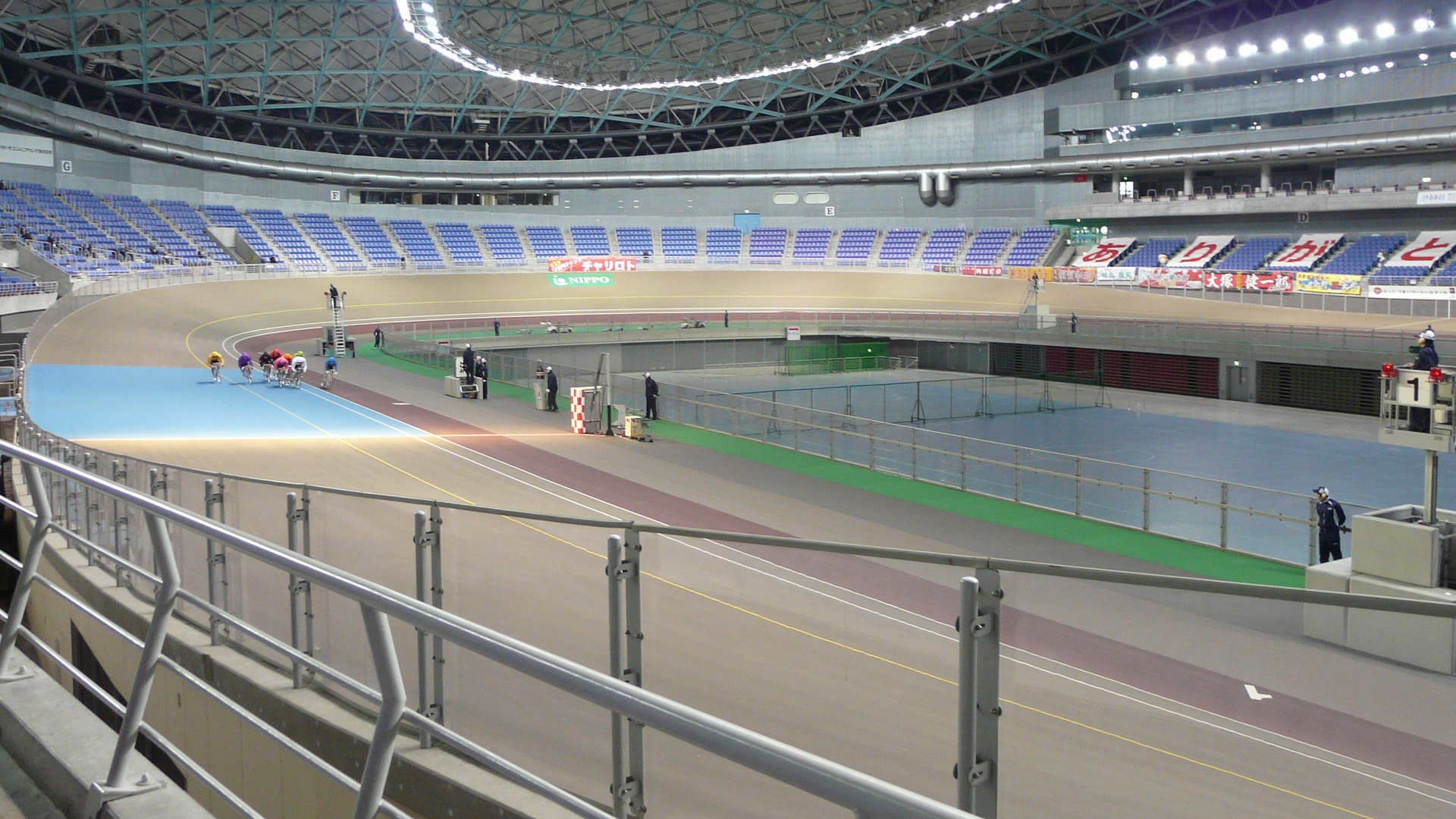
小倉競輪場（北九州メディアドーム）のバンク

競輪場（けいりんじょう）とは、競輪を開催するための施設である。

## 概要
2025年5月時点で、全国各地に計43か所の競輪場がある。
同一都道府県内に複数あるケースもあり、最大は神奈川県の3か所。ナイター競走およびミッドナイト競輪開催のために照明設備が設置されている競輪場もある。
北海道、北日本、北陸にある函館・青森・弥彦・富山・福井の各競輪場は、例年冬季は降雪の関係で開催を休止（休止期間は競輪場ごとに異なる）し、場外発売のみを行う（代わりに、春から秋にかけてその休止分の代替開催を行う）。
一般入場料は、計3パターン（2021年10月時点）。有料では50円ないし100円（自場開催時。場外発売時は無料になる場もある）、2,000円（千葉・ただし千葉市自転車競走実施規則の上ではそう定められているものの、実際は2024年度は全開催で入場無料）。そして無料の競輪場（函館、いわき平、弥彦、前橋、取手、伊東温泉、松阪、奈良、玉野、高松、高知、佐世保、別府、名古屋など）もある。ただ、一般入場料が無料の競輪場であっても、特別観覧席（特観席）は別途有料となっている。
1997年4月時点では、弥彦、花月園、名古屋、別府、熊本の5場がホームページを既に開設していた。
2000年には場内での酒類販売の試験導入（花月園と平塚）を実施し、その後いくつかの競輪場で解禁された。
他の自転車競技場よりも交通アクセスが良く観客席や照明などの設備が整っていることから、競輪選手でないロードレースチームによるトラックレースの興行リーグ「バンクリーグ」にも利用されており、2020年の開幕年は名古屋、宇都宮で、2021年は別府、名古屋、宇都宮で開催された。

### 構造
ほぼ全ての競輪場が屋外だが、前橋競輪場（日本トーターグリーンドーム前橋）と小倉競輪場（北九州メディアドーム）、TIPSTAR DOME CHIBAの3場は屋内型となっている。
全てのバンクは左回り（反時計回り）である。バンクの周長は、以下の計5種類。
- 250 m（TIPSTAR DOME CHIBA[7]）
- 333.3 m（松戸、小田原、伊東温泉、富山、奈良、防府）
- 335 m（前橋。開設当初は333 m）
- 400 m（※多いため省略。#一覧を参照）
- 500 m（宇都宮、大宮、高知）

競輪が始まった当初は500 mバンクが多かったが、現状では最も多いのは400 mで、西武園や熊本など、開設当初は500 mであったがのち施設改修に併せて400 mに変更した競輪場も含まれる。一方で、改修工事を行っている京都向日町では、工事完了後は現在の400mから333mに変更することが発表されている。このほか、TIPSTAR DOME CHIBAは国際自転車競技連合規格である伊豆ベロドローム、JKA250（日本競輪選手養成所内）同様の木製バンクである（2021年5月竣工）。
バンクの緩和曲線は、マッコーネル（マッコンネル）とレムニスケートの2種類。クロソイドは最後まで残っていた和歌山競輪場が1999年にマッコーネル曲線に改修されて消滅した。同じ周長でも競輪場によって緩和曲線や直線の長さは異なるため、競輪場によっては捲りが決まりやすいなど『クセ』が出ることがある。
観客スタンドや車券売り場などの施設は、他の公営競技と比べいち早く鉄筋コンクリート化が進んだ。これは1950年に発生した鳴尾事件を受けたもので、競輪廃止論が飛び交う中、施設改善が開催継続を認める条件とされたことによる。ただ、それ以降は現在まで大掛かりな施設改善がなされていない競輪場も多く、奈良や久留米のように耐震基準を満たさない一部のスタンドを立ち入り禁止としている競輪場や、京都向日町のように大掛かりな改修が必要ながらその予算の確保に悩まされていた競輪場もあった。2000年代の競輪場の廃止要因は売上減少が第一であったが、それに伴い施設改修資金を確保できないという理由が付随していることも多かった。しかしインターネット投票の普及やライブ中継番組の浸透によって2013年を底に競輪全体の売上は回復傾向にあること、老朽化が著しく進行していることもあり、スタンド建て替えなど大規模改修に踏み切る自治体も出てきた。
走路と観客エリアを隔てる外側の仕切りには、金網の他、ポリカーボネートの透明板（西武園競輪場など）があるが、TIPSTAR DOME CHIBAのようにそのような仕切りを設けていない競輪場もある。バンク内に観客エリアがある構造の場合、バンク内側にも柵を用いている競輪場がある（いわき平、小倉）。
選手が入退場する「敢闘門」の位置は、バックストレッチが多数（川崎など）を占めるが、ホームストレッチ（いわき平、小倉など）、バンクの内側（取手、名古屋、岸和田など。バンクの外側から地下通路を通って入退場する）の、3パターンがある。
バンク内に大型ビジョンが設置されている競輪場もある一方で、未だに文字情報のみの確定板のみ設置されている競輪場や、近年は四日市のようにその確定板すらも撤去された競輪場もある（そのような競輪場の場合、着順は場内のビジョンで表示される）。
場内に元選手による初心者ガイダンスコーナーを設置しているところもある。
選手宿舎は敷地内に併設されていることが殆どだが、スペースの都合などで敷地外に別途宿舎を設けている競輪場もあり（2015年現在は川崎、弥彦、前橋、千葉、小田原、名古屋、福井、岸和田、熊本の9場）、その場合選手は専用バスで宿舎と競輪場の間を往来する。なお、一部の競輪場では競輪開催期間外に限り選手宿舎を団体客に一般開放し、宿泊施設として活用しているケースがあり（小田原、四日市、松阪、松山など）、団体での宿泊等の利用が可能である。玉野では場内に全国初となる選手宿舎と一体となったホテルが開業し、競輪開催日でも一般客の利用が可能となっている（ただし、競輪開催日では一般客は設備の利用が制限される）。
2023年より、「報道関係者と選手・自転車との接触トラブルを避けるため」という理由で検車場内での取材・撮影を禁止する「ミックスゾーン」の制度ができた。
2020年代に入り、多くの競輪場でスタンドを中心に老朽化が進行していることから、本場開催を長期間休止した上で施設改善を行う競輪場が出てきている。2025年6月時点で、小田原、広島、京都向日町、高松にて、スタンド建て替えとともに大規模な再整備が行われている。それ以外でも、奈良、久留米においても今後スタンド建て替えなどの大規模改修工事が計画されているほか、1年ほどかけて本場開催を休止しバンク改修を行っている競輪場もある。
- 広島では、市民がスポーツやレジャーを楽しめる複合施設に再整備する計画を打ち出しており、2021年度中に競輪場の建て替えとともに事業運営を委託する民間事業者を公募し契約を結ぶ方針を示した[16]。その後2022年1月7日に株式会社チャリ・ロトが民間事業者として選定された[17]。2025年11月より再開予定。
- 小田原では、2024年10月より1センター付近にあるスタンドを解体するため、約1年の予定で休催している。
- 京都向日町では、2024年9月の開設記念終了後から本場開催を休止しており、2025年の第79回国民スポーツ大会（自転車競技会場として使用）後にバンクを解体。計画されているアリーナ建設に合わせてバンクを333mに再整備し、2029年度を完成目標としている[8]。なお、改修工事期間中は、借り上げにより2025年の記念競輪は奈良での実施が発表されているほか、普通開催は松阪での実施が発表されている。
- 高松では、2025年5月29日〜31日のFI開催を最後に本場開催を休止、6月22日のイベントで一旦閉鎖した上でスタンド建て替えなど大規模な整備を行い、2027年12月に再開予定[18]。

## 競輪場の一覧
競輪における地区の分類は、かつての日本自転車競技会合併発足以前における各自転車競技会の管轄地域に拠るものであり、一般的な地方区分とは異なることに注意。

### 地区の8区分
2014年3月に一宮が廃止されたのを最後に、現在は全国で43か所がある。太字は同一の都道府県内に複数の競輪場がある都道府県で、数字は同一の都道府県内にある数。（ ）は各地区で競輪場の無い都道府県。東西分けについては、高松宮記念杯競輪においての区分。
| 計     | 計 | 東 18  | 東 18    | 東 18  | 東 18    | 東 18    | 東 18    | 東 18      | 東 18    |
| ------ | -- | ------ | -------- | ------ | -------- | -------- | -------- | ---------- | -------- |
| 北日本 | 3  | 北海道 | 青森     | 福島   | （秋田） | （岩手） | （山形） | （宮城）   |          |
| 関東   | 8  | 新潟   | 群馬     | 栃木   | 茨城     | 埼玉 2   | 東京 2   | （山梨）   | （長野） |
| 南関東 | 7  | 千葉 2 | 神奈川 3 | 静岡 2 |          |          |          |            |          |
| 計     | 計 | 西 25  | 西 25    | 西 25  | 西 25    | 西 25    | 西 25    | 西 25      | 西 25    |
| 中部   | 7  | 富山   | 愛知 2   | 岐阜 2 | 三重 2   | （石川） |          |            |          |
| 近畿   | 5  | 福井   | 京都     | 奈良   | 大阪     | 和歌山   | （兵庫） | （滋賀）   |          |
| 中国   | 3  | 岡山   | 広島     | 山口   | （鳥取） | （島根） |          |            |          |
| 四国   | 4  | 香川   | 徳島     | 愛媛   | 高知     |          |          |            |          |
| 九州   | 6  | 福岡 2 | 佐賀     | 長崎   | 大分     | 熊本     | （宮崎） | （鹿児島） | （沖縄） |

### 一覧
- 左から2番目の二桁数字は、場番号（電話投票番号）。
- 所在地の太字は主催者。
- 重勝式投票：K - Kドリームス（17場）、L - チャリロト（18場）、O - オッズパーク（4場）
- レース開催時間帯（2023年度 - 2024年度上半期）[注 5]：モ - モーニング競輪、デ - デイ（※は、G3記念競輪のみデイ開催）、ナ - ナイター、ミ - ミッドナイト競輪

| 地区   | 番 | 競輪場     | 所在地 | 所在地           | 周長 | 重勝 | 直線 | 開催時間帯               | 開催時間帯               | 開催時間帯               | 開催時間帯               | ★ナイターの愛称、※備考 |
| ------ | -- | ---------- | ------ | ---------------- | ---- | ---- | ---- | ------------------------ | ------------------------ | ------------------------ | ------------------------ | --- |
| 北日本 | 11 | 函館       | 北海道 | 函館市           | 400  | K    | 51.3 |                          | ※                        | ナ                       | ミ                       | ★スターライトレース |
| 北日本 | 12 | 青森       | 青森   | 青森市           | 400  | O    | 58.9 | モ                       | デ                       | ナ                       | ミ                       | ★もりんトワイライトレース 「Jomon Bank」「みちのく競輪」 |
| 北日本 | 13 | いわき平   | 福島   | いわき市         | 400  | L    | 62.7 | モ                       | デ                       | ナ                       | ミ                       | ★エキサイティングナイター 「空中バンク」 |
| 関東   | 21 | 弥彦       | 新潟   | 西蒲原郡弥彦村   | 400  | K    | 63.1 |                          | デ                       | ナ                       | ミ                       | ★伊夜日子（いやひこ）マジェスティックナイター 「Dream Bank」※日本で唯一の村営公営競技場。                                                                                      |
| 関東   | 22 | 前橋       | 群馬   | 前橋市           | 335  | K    | 46.7 |                          | デ                       | ナ                       | ミ                       | ★ドームナイトレース ※屋内型。現行競輪では日本最大のカント（36°）。「ヤマダグリーンドーム前橋」→「日本トーターグリーンドーム前橋」                                              |
| 関東   | 24 | 宇都宮     | 栃木   | 宇都宮市         | 500  | K    | 63.3 | モ                       | デ                       | ナ                       | ミ                       | ★ RAIZINナイトレース500 「RAIZIN BANK（雷神バンク）」「風のワンダーランド」 |
| 関東   | 23 | 取手       | 茨城   | 取手市           | 400  | K    | 54.8 | モ                       | デ                       |                          |                          | 「楽天Kドリームスバンク取手」「砦の森のバンク」 茨城県と取手市が別個に主催を行う                                                                                               |
| 関東   | 26 | 西武園     | 埼玉   | 所沢市           | 400  | K    | 47.6 | モ                       | デ                       | ナ                       | ミ                       | ★ブルーウイングナイトレース 旧称：村山競輪場 |
| 関東   | 25 | 大宮       | 埼玉   | さいたま市大宮区 | 500  | K    | 66.7 | モ                       | デ                       |                          |                          | ※日本で最初に完成した競輪場。旧小倉競輪場は大宮の設計をコピーして建造された。「大宮双輪場」「大宮Big Bank」                                                                    |
| 関東   | 27 | 京王閣     | 東京   | 調布市           | 400  | K    | 51.5 |                          | デ                       | ナ                       | ミ                       | ★TOKYOミリオンナイトレース 「東京オーヴァル京王閣」 主催は東京都十一市競輪事業組合                                                                                             |
| 関東   | 28 | 立川       | 東京   | 立川市           | 400  | K    | 58.0 | モ                       | デ                       |                          |                          | |
| 南関東 | -  | 千葉       | 千葉   | 千葉市中央区     | 250  | -    |      |                          | デ                       | ナ                       |                          | ★※屋内型、木製バンク。独自の250競走「PIST6」を開催。車券購入はインターネットサイト「PIST6公式投票サービス」「TIPSTAR」のみで、電話投票の取り扱いはない。「TIPSTAR DOME CHIBA」 |
| 南関東 | 31 | 松戸       | 千葉   | 松戸市           | 333  | L    | 38.2 | モ                       | デ                       | ナ                       | ミ                       | ★ファンタジーナイトレース 「燦燦バンク」 |
| 南関東 | 34 | 川崎       | 神奈川 | 川崎市川崎区     | 400  | L    | 58.0 |                          | デ                       | ナ                       | ミ                       | ★アーバンナイトレース 「URBAN BANK」 |
| 南関東 | 35 | 平塚       | 神奈川 | 平塚市           | 400  | L    | 54.2 | モ                       | デ                       | ナ                       | ミ                       | ★湘南ミルキーウェイレース 「ABEMA湘南バンク」 |
| 南関東 | 36 | 小田原     | 神奈川 | 小田原市         | 333  | L    | 36.1 | 休催中（〜2025年10月）   | 休催中（〜2025年10月）   | 休催中（〜2025年10月）   | 休催中（〜2025年10月）   | 「戦国バンク」 |
| 南関東 | 37 | 伊東温泉   | 静岡   | 伊東市           | 333  | L    | 46.6 | モ                       | デ                       | ナ                       | ミ                       | ★ミカリンナイトレース |
| 南関東 | 38 | 静岡       | 静岡   | 静岡市駿河区     | 400  | L    | 56.4 |                          | デ                       | ナ                       | ミ                       | ★富士山バンクナイトレース 「富士山バンク」 |
| 中部   | 46 | 富山       | 富山   | 富山市           | 333  | K    | 43.0 |                          | デ                       |                          |                          | 「ドリームスタジアムとやま」 |
| 中部   | 45 | 豊橋       | 愛知   | 豊橋市           | 400  | L    | 60.3 | モ                       | デ                       | ナ                       | ミ                       | ★ええじゃないか豊橋ナイトレース |
| 中部   | 42 | 名古屋     | 愛知   | 名古屋市中村区   | 400  | K    | 58.8 | モ                       | デ                       | ナ                       | ミ                       | ★どえりゃー金シャチナイター 主催は愛知県と名古屋市から成る名古屋競輪組合 |
| 中部   | 43 | 岐阜       | 岐阜   | 岐阜市           | 400  | K    | 59.3 |                          | デ                       | ナ                       | ミ                       | |
| 中部   | 44 | 大垣       | 岐阜   | 大垣市           | 400  | K    | 56.0 |                          | デ                       |                          | ミ                       | |
| 中部   | 48 | 四日市     | 三重   | 四日市市         | 400  | K    | 62.4 |                          | [ 注 8 ]                 | ナ                       | ミ                       | ★ベイサイドナイトレース 旧称：霞ヶ浦競輪場 |
| 中部   | 47 | 松阪       | 三重   | 松阪市           | 400  | -    | 61.5 | モ                       | デ                       | ナ                       | ミ                       | ★ぎゅうっと松阪ナイトレース |
| 近畿   | 51 | 福井       | 福井   | 福井市           | 400  | -    | 52.8 | モ                       | デ                       |                          |                          | 「不死鳥バンク」 |
| 近畿   | 54 | 京都向日町 | 京都   | 向日市           | 400  | -    | 47.3 | 休催中（〜2029年度予定） | 休催中（〜2029年度予定） | 休催中（〜2029年度予定） | 休催中（〜2029年度予定） | ◆ミッドナイト（ムッチーナイトレース） |
| 近畿   | 53 | 奈良       | 奈良   | 奈良市           | 333  | L    | 38.0 |                          | ※                        | ナ                       | ミ                       | ★まほろばナイトレース |
| 近畿   | 56 | 岸和田     | 大阪   | 岸和田市         | 400  | K    | 56.7 | [ 注 9 ]                 | デ                       |                          | ミ                       | 「ブッキースタジアム岸和田」→「日本トーターブッキースタジアム岸和田」 「浪切バンク」                                                                                           |
| 近畿   | 55 | 和歌山     | 和歌山 | 和歌山市         | 400  | K    | 59.9 | 休催中（〜2026年1月）    | 休催中（〜2026年1月）    | 休催中（〜2026年1月）    | 休催中（〜2026年1月）    | 「わかやまオレンジバンク」 |
| 中国   | 61 | 玉野       | 岡山   | 玉野市           | 400  | L    | 47.9 |                          | デ                       | ナ                       | ミ                       | ★シャイニングナイトレース 「シーサイドバンク」「チャリロトバンク玉野」 |
| 中国   | 62 | 広島       | 広島   | 広島市南区       | 400  | L    | -    | 休催中（〜2025年11月）   | 休催中（〜2025年11月）   | 休催中（〜2025年11月）   | 休催中（〜2025年11月）   | 「チャリロトバンクひろしま」→「アーバンサイクルパークス広島」 |
| 中国   | 63 | 防府       | 山口   | 防府市           | 333  | O    | 42.5 | モ                       | デ                       |                          |                          | |
| 四国   | 71 | 高松       | 香川   | 高松市           | 400  | L    | 54.8 | 休催中（〜2027年12月）   | 休催中（〜2027年12月）   | 休催中（〜2027年12月）   | 休催中（〜2027年12月）   | |
| 四国   | 73 | 小松島     | 徳島   | 小松島市         | 400  | L    | 55.5 | モ                       | デ                       |                          | ミ                       | |
| 四国   | 75 | 松山       | 愛媛   | 松山市           | 400  | L    | 58.6 | 休催中（〜2026年2月）    | 休催中（〜2026年2月）    | 休催中（〜2026年2月）    | 休催中（〜2026年2月）    | ★瀬戸風ドリームナイトレース 「瀬戸風バンク」「であいフィールド」 |
| 四国   | 74 | 高知       | 高知   | 高知市           | 500  | L    | 52.0 | モ                       | デ                       | ナ                       | ミ                       | ★よさこいナイター500 ※第2種公認陸上競技場併設。「りょうまスタジアム」 |
| 九州   | 81 | 小倉       | 福岡   | 北九州市小倉北区 | 400  | L    | 56.9 |                          | ※                        | ナ                       | ミ                       | ★スペースナイトレース ※屋内型。競輪発祥の地。「北九州メディアドーム」 |
| 九州   | 83 | 久留米     | 福岡   | 久留米市         | 400  | K    | 50.7 |                          | デ                       | ナ                       | ミ                       | ★エンジョイスピードパークナイトレース |
| 九州   | 84 | 武雄       | 佐賀   | 武雄市           | 400  | O    | 64.4 | モ                       | デ                       | ナ                       | ミ                       | ★タケマルナイトレース 「オッズパーク武雄」 |
| 九州   | 85 | 佐世保     | 長崎   | 佐世保市         | 400  | O    | 40.2 | モ                       | デ                       | ナ                       | ミ                       | ★99（ナインティナイン）サンセットナイトレース |
| 九州   | 86 | 別府       | 大分   | 別府市           | 400  | L    | 59.9 | モ                       | デ                       | ナ                       | ミ                       | ★べっぷ湧くわくナイトレース |
| 九州   | 87 | 熊本       | 熊本   | 熊本市中央区     | 400  | L    | 60.3 | モ                       | デ                       |                          | ミ                       | |

### 廃止・休止になった競輪場
- 左から2番目の二桁数字=当時の場番号（電話投票番号）。なお、休=休止扱いの場の中には、番号をキープしているものも見られる。

| 地区   |  | 競輪場     | 開設 | 廃止    | 備考 |
| ------ |  | ---------- | ---- | ------- | --- |
| 北日本 |  | 札幌       | 1950 | 1960    | 現在は月寒屋外競技場。                                                                                           |
| 北日本 |  | 会津       | 1950 | 1963休  | 若松城敷地内にて開設。1958年に城外に移転し1963年休止のち廃止。現在は鶴ヶ城体育館。                               |
| 関東   |  | 後楽園     | 1949 | 1972休  | 現在は東京ドーム。地下に400 mバンクが格納されている。                                                            |
| 関東   |  | 松本       | 1949 | 1951    | 開設からわずか2年で廃止。現在は南松本駅の西にある松本市立開明小学校。                                            |
| 南関東 |  | 千葉（旧） | 1949 | 2017.12 | 現在はTIPSTAR DOME CHIBA（「建て替え」扱い）。                                                                   |
| 南関東 |  | 花月園     | 1950 | 2010.3  | 現在は鶴見花月園公園。                                                                                           |
| 中部   |  | 一宮       | 1950 | 2014.3  | 現在は商業施設ビバモール一宮（2022年2月23日開業）。旧敷地内の一角に場外発売所「サテライト一宮」を併設。          |
| 近畿   |  | 大津びわこ | 1950 | 2011.3  | 現在は商業施設ブランチ大津京。                                                                                   |
| 近畿   |  | 京都       | 1949 | 1958    | 宝ヶ池競輪場。現在は宝が池公園内「こどもの楽園」。                                                               |
| 近畿   |  | 豊中       | 1950 | 1955    | 現在は服部緑地。                                                                                                 |
| 近畿   |  | 大阪中央   | 1950 | 1962    | 現在は長居陸上競技場。                                                                                           |
| 近畿   |  | 大阪住之江 | 1948 | 1964休  | 現在は住之江公園。大阪護国神社の隣にあった。                                                                     |
| 近畿   |  | 甲子園     | 1949 | 2002.3  | 西宮競輪場と共に廃止。現在は住宅街（分譲マンションと戸建）。                                                     |
| 近畿   |  | 西宮       | 1949 | 2002.3  | 旧阪急西宮球場のグラウンドに仮走路を設置する形で開設。甲子園競輪場と共に廃止。現在は商業施設阪急西宮ガーデンズ。 |
| 近畿   |  | 神戸       | 1949 | 1961    | 現在は御崎公園球技場。                                                                                           |
| 近畿   |  | 明石       | 1950 | 1961    | 兵庫県立明石公園内。走路のみ残存し普段は現役選手の練習施設として活用。                                           |
| 中国   |  | 松江       | 1950 | 1953    | 開設からわずか3年で廃止。現在は松江市役所敷地の一部および近隣。                                                  |
| 四国   |  | 観音寺     | 1950 | 2012.3  | 現在は更地のままでほぼ未利用。旧敷地の一角に場外車券売場「サテライト観音寺」を設置。                             |
| 九州   |  | 門司       | 1950 | 2002.3  | 場外車券売場「ハイビジョンシアター門司」のみ残されたが、これも2021年3月末で閉鎖。現在は住宅街、商業施設、公園。  |
| 九州   |  | 福岡       | 1950 | 1962    | 現在は貝塚交通公園。                                                                                             |
| 九州   |  | 長崎       | 1949 | 1967    | 1966年休止のち廃止。平和公園近隣。現在は長崎市営ラグビー・サッカー場。                                           |